# Apsarasa praslini
Apsarasa praslini är en fjärilsart som beskrevs av Jean Baptiste Boisduval 1832. Apsarasa praslini ingår i släktet Apsarasa och familjen nattflyn. Inga underarter finns listade i Catalogue of Life.

## Bildgalleri

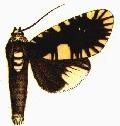
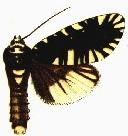